# Hylodes magalhaesi
Hylodes magalhaesi är en groddjursart som först beskrevs av Werner C.A. Bokermann 1964.  Hylodes magalhaesi ingår i släktet Hylodes och familjen Hylodidae. IUCN kategoriserar arten globalt som otillräckligt studerad. Inga underarter finns listade i Catalogue of Life.